# Балдин, Виктор Иванович
Виктор Иванович Балдин (1 марта 1920, Московская губерния — 4 января 1997, Москва) — советский и российский архитектор, реставратор, историк архитектуры, публицист, коллекционер. Участник Великой Отечественной войны. В 1945 году тайно вывез из Германии 364 произведения западноевропейского искусства из собраний Бременского художественного музея («Балдинская коллекция»).

## Биография
Родился 1 марта 1920 года в деревне Митинской Московской губернии в семье сельских учителей. В 1937 году окончил среднюю школу № 1 в городе Шатуре. В 1941 году окончил Московский архитектурный институт (МАРХИ). Студентом Архитектурного института в 1938 году увлёкся реставраций памятников Троице-Сергиевой лавры, и это стало делом всей его последующей жизни.
В 1941 году с началом войны после участия в срочной маскировке золотых куполов церквей лавры и эвакуации художественных ценностей музея был призван в Военно-инженерную академию имени Куйбышева, в декабре 1942 года окончил ускоренный курс и в качестве офицера инженерных войск участвовал в боях от Курской дуги до штурма Берлина и встречи с союзными войсками на реке Эльбе.
В декабре 1945 года был демобилизован из армии для продолжения работ по реставрации Троице-Сергиевой лавры.
С 1946 по 1950 год работал директором Загорского художественного ремесленного училища реставраторов-строителей.
С 1950 года продолжил работу по реставрации Троице-Сергиевой лавры уже в качестве главного архитектора проекта Центральных научно-реставрационных мастерских Академии архитектуры СССР.
В 1963 году был назначен директором Научно-исследовательского музея архитектуры имени Щусева в Москве и работал в этой должности до выхода на пенсию в 1987 году. Почётный член Российской академии архитектуры и строительных наук.
Автор более 50 проектов реставрации памятников архитектуры. Опубликовал ряд книг и статей, посвящённых истории архитектуры и реставрации.
Умер в Москве в 1997 году.

## «Балдинская коллекция»
В конце Великой Отечественной войны Виктор Балдин в подвале одного из старинных замков недалеко от Берлина обнаружил рисунки великих европейских мастеров живописи XV—XX веков. На них стояли штампы Бременского музея. Некоторые работы были уже растащены. Балдин что мог собрал. В 1948 году он передал коллекцию в Музей архитектуры, который сам возглавил через 15 лет. 
В 1991 году некий бывший советский офицер (предположительном сам Балдин) анонимно передал в посольство ФРГ 101 рисунок из Кунстхалле. После этого по инициативе министра культуры Николая Губенко коллекция была изъята из Музея архитектуры и передана Минкульту, который передал её на хранение в Эрмитаж. В 1993 году балдинская коллекция впервые была показана на выставке. 
В 2003 году Министерство культуры Российской Федерации предложило передать коллекцию Германии. Однако в силу юридических и политических коллизий передача коллекции так и не состоялась.

## Награды и почётные звания
- Орден Отечественной войны I степени[1]
- Орден Отечественной войны II степени[1]
- Орден Красной Звезды[1]
- Орден Знак Почёта[1]
- Кандидат архитектуры (1972)[1]
- Заслуженный архитектор РСФСР (1976)[1]
- Лауреат Европейской премии за сохранение памятников старины (1992).
- Почётный гражданин города Бремена.
- Почётный гражданин Сергиева Посада (1992).
- Почётный член Российской академии архитектуры и строительных наук (1994).